# Бородай Харитон Архипович
Харито́н Архи́пович Борода́й (11 жовтня 1913, село Байрак, нині Диканського району Полтавської області — 9 квітня 1944, станція Шиміян поблизу міста Турну-Северін, Румунія) — український поет, журналіст. Літературний псевдонім — Яре́ма Байра́к.

## Біографія
Харитон Бородай народився 11 жовтня 1913 року в багатодітній (десятеро дітей) родині козацьких нащадків у селі Байрак поблизу Диканьки на Полтавщині . Пізніше назву рідного села включив до складу свого літературного псевдоніма — Ярема Байрак.
Закінчив Полтавський педагогічний інститут. Улітку 1940 року прибув на роботу в село Берегомет (нині селище міського типу Вижницького району Чернівецької області) і став працювати вчителем історії місцевої семирічної школи. Тут познайомився з вчителькою молодших класів Мирославою Копачук. Невдовзі вони взяли шлюб. 11 жовтня 1941 року сім'я Бородаїв, якраз у день 28-річчя Харитона, поповнилася двома синами-близнюками, яких під впливом повісті Миколи Гоголя «Тарас Бульба» назвали Андрієм і Остапом. Через кілька місяців родину Бородаїв спіткало перше велике горе — помер Андрій.
Наприкінці 1941 року румунська влада, яка поновилася в Буковині внаслідок німецько-радянської війни, розпорядилася, щоб усі громадяни, які були вихідцями зі східних регіонів України, негайно покинули територію Буковини. Харитон Бородай пробував отримати дозвіл залишитися, але всі його аргументи виявилися даремними. Навесні 1942 року Бородая вислали через кордон — і він поселився в місті Кам'янець-Подільський. Тут працював в україномовній газеті «Подолянин», яка видавалася в місті в роки німецької окупації (від вересня 1941 року до березня 1944 року) й була органом окружного комісаріату. У «Подолянині» Бородай вміщував публікації на літературні, театральні та інші теми, вірші, оповідання .

Мирослава та Маруся Копачуки, 1939 рік

Попри численні звернення до компетентних органів, поету так і не дозволили повернутися на Буковину. Натомість його дружина врешті отримала дозвіл приїхати разом із дитиною до чоловіка. Це сталося навесні 1943 року.
Наприкінці 1943 року дружина й син повернулася додому, а поет залишився в Кам'янці-Подільському. Тільки в березні 1944 року, перед вступом до міста радянських військ, він повернувся в Берегомет.
Рятуючись від радянського наступу, Харитон Бородай і його родина (дружина Мирослава, син Остап, теща Ольга Копачук, сестра дружини Марія Копачук), використовуючи товарні поїзди, направилися в Олтенію, де їх уже очікував професор Володимир Копачук (брат покійного Івана Копачука — Харитонового тестя).

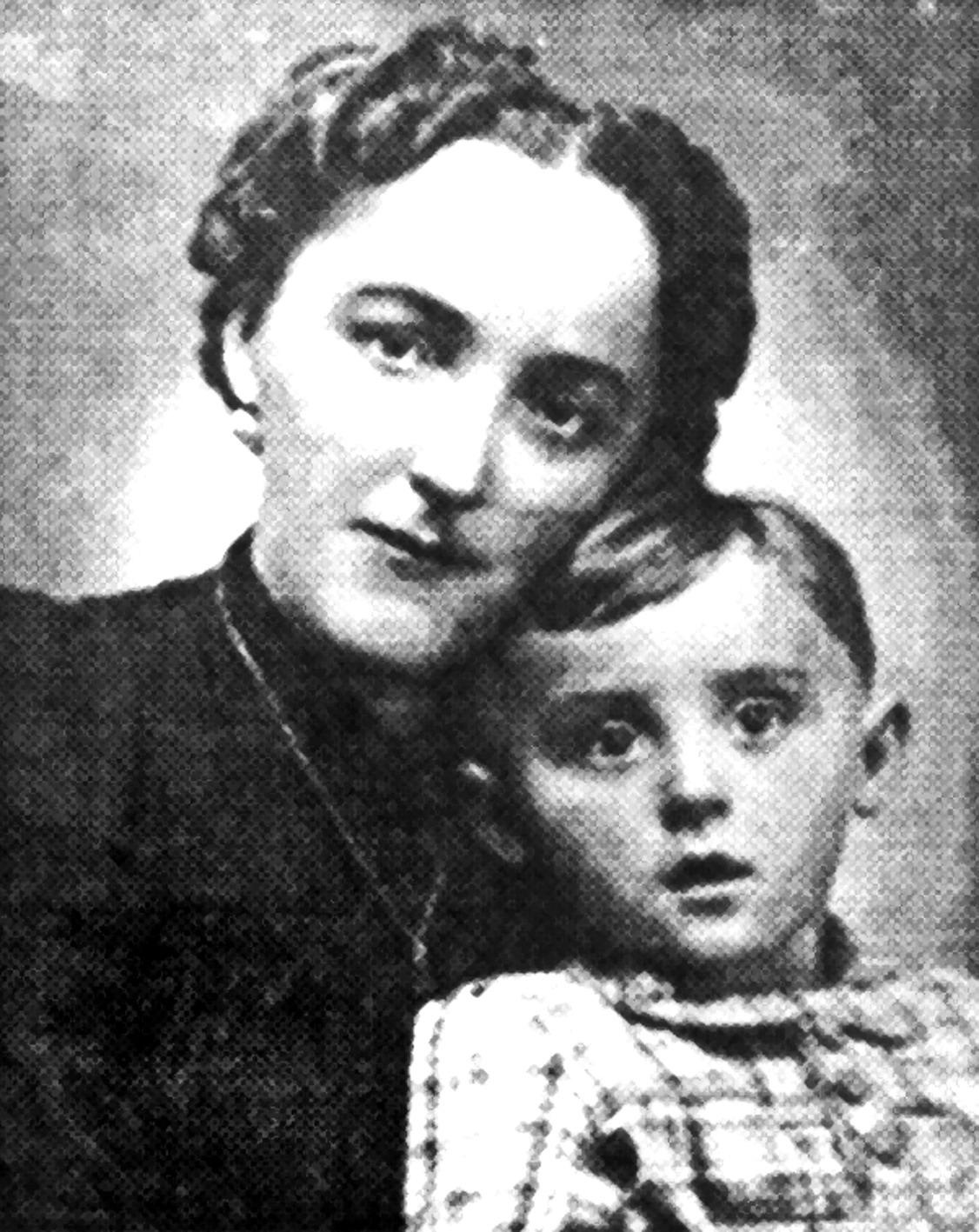
Мирослава Бородай із сином Остапом, 1944 рік

9 квітня 1944 року на станції Шиміян поблизу міста Турну-Северін сталася трагедія. Мирослава Бородай із сином Остапом вийшла з вагону, щоб роздобути гарячого чаю. Через кілька хвилин вони почули постріли. Виявилося, що студент Чернівецького політехнічного інституту, уродженець міста Сторожинець Тарас Кисилиця трьома револьверними пострілами вбив Ольгу Копачук, її доньку Марію Копачук і її зятя — поета Харитона Бородая .
Як з'ясувалося в ході слідства, Марія Копачук і Тарас Кисилиця мріяли про одруження, але Маріїна мати Ольга Копачук була проти їхнього шлюбу. Тарас Кисилиця їхав у тому ж поїзді, що й Копачуки й Бородаї. При зупинці потяга на станції Шиміян Тарас попросив кохану вийти на перон. Марія вийшла, ховаючись від матері. Коли молоді люди розмовляли, на пероні з'явилися Ольга Копачук із зятем Харитоном Бородаєм. У затьмаренні Тарас Кисилиця тричі вистрелив. Смерть усіх трьох його жертв була моментальною. Вбивцю затримали. Він повідомив слідству таке: «Не можу пояснити, що спонукало мене вийняти револьвер і стріляти. Шкодую, що застрелив швагра коханої, який став на її захист, бо я дуже його поважав». Через два місяці ув'язнення Тарас Кисилиця покінчив життя самогубством, повісившись за допомогою шматків тканини, вирваних із простирадла .

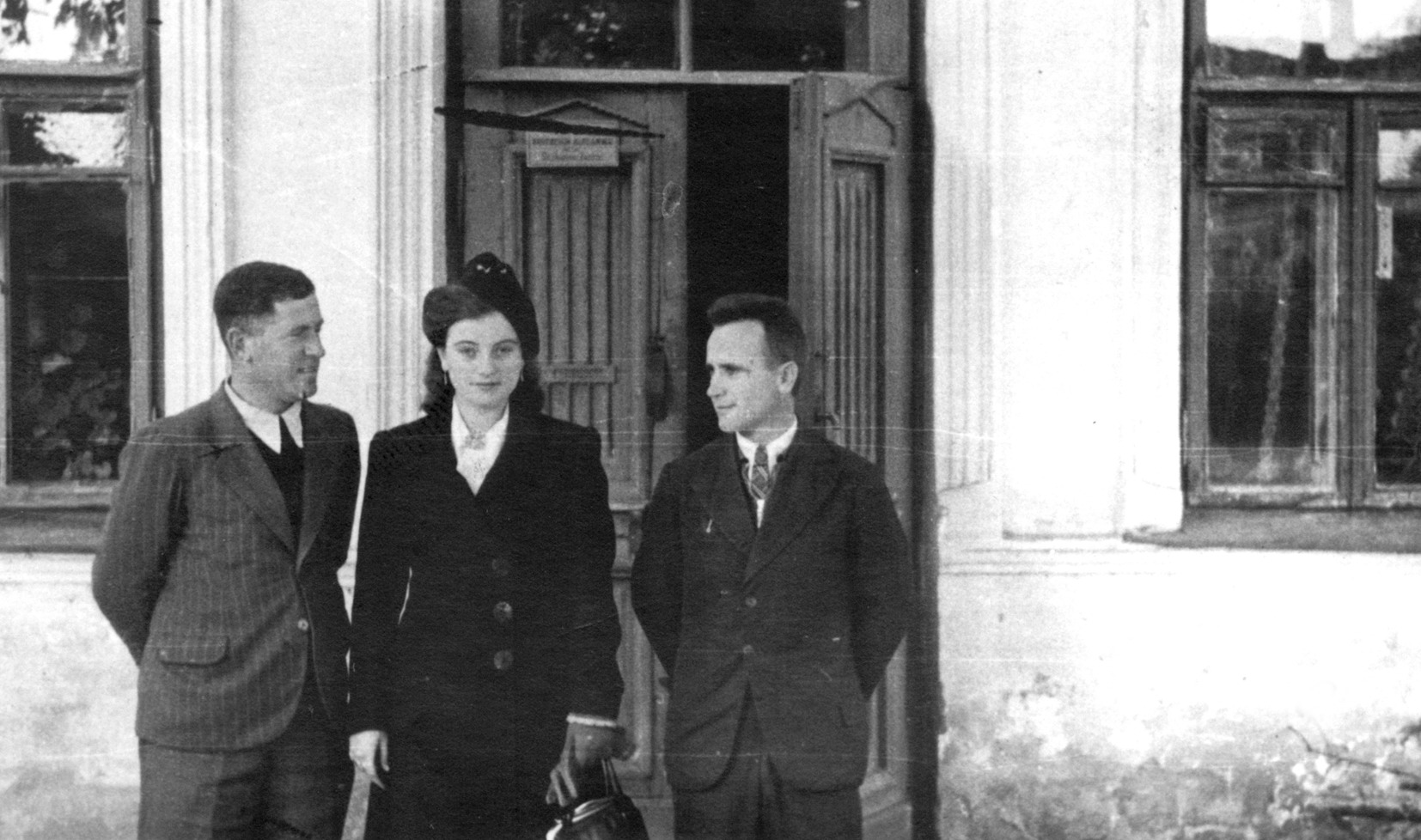
Харитон Бородай (крайній справа) у Кам'янці-Подільському

Зазнавши страшного потрясіння, маленький Остап онімів. А Мирослава Бородай після похорону матері, сестри та чоловіка, роздавлена горем, без жодної надії на майбутнє, взяла Остапа на руки та хотіла кинутися з ним у Дунай. У цей момент син уперше після смерті батька раптом промовив: «Мамо». Це врятувало обох. 1947 року Мирослава вийшла заміж за вчителя Даніеля Шандра, невдовзі в них народився син Богдан.
Мирослава Шандро померла 25 грудня 1983 року. Синові Остапу вона передала збережені друковані та рукописні твори Харитона Бородая. Тепер твори батька переховував Остап Бородай-Шандро. На початку 1990-х стали з'являти публікації творів Харитона Бородая в періодичних виданнях Румунії та України (зокрема, 1993 року в чернівецькій літературно-мистецькій газеті «Яровит»). А 2007 року при фінансовій підтримці Союзу українців Румунії Остап Бородай-Шандро видав у Бухаресті збірку Яреми Байрака (Харитона Бородая) «Стривожені зорі». Так поет через 63 роки після смерті повноцінно повернувся в українську літературу .

## Творча спадщина
До збірки Яреми Байрака «Стривожені зорі» увійшло 58 віршів, два поетичні цикли («1933 рік» і «Пам'ятники Полтави»), шість невеликих прозових творів («Кобзар», «Переможець бурі», «Ой, діброво, темний гаю!», «Зойк серед ночі», «Осінні етюди», «А жито половіє…»), а також гумористична енциклопедія. Назву збірки взято із рукопису
поета. Розповідає Остап Бородай-Шандро :
| «Підлітком я знайшов у шафі між зразками вишивок рукописи батька: зошит, на сторінках якого були наклеєні вірші, друковані в газеті «Подолянин», під заголовком «Стривожені зорі», вирізки з різних газет і кілька фотографій. Все своє життя мама приховувала їх, час від часу міняючи схованку. Вона боялася, щоб їх не знайшла всесильна комунністична Секуритатя і щоб її не вигнали зі шкільництва через те, що вона змінила автобіографію». |
Частина творів поета ще залишилася в рукописах і зберігається в сина. Як зазначає письменник Михайло Михайлюк у передмові до збірки, значна частина творчості Яреми Байрака (насамперед «Гумористична енциклопедія») мали антисталінський характер, його поезії пройняті гарячою любов'ю до поневоленої України, його новели розповідають про Голодомор . Тому, зрозуміло, ні в Українській РСР, ні в соціалістичній Румунії ці твори не могли побачити світ.
Літературознавець Олекса Романець виділяє в поезії Яреми Байрака три умовні цикли: пейзажну лірику, задушевні вірші-посвяти дружині та синові, вірші патріотичного звучання (як, наприклад, акростих «Слава Україні») . Яскравим зразком громадянської позиції поета може служити і вірш «Зустріч»:
Уночі, у саду восени: Двоє якось зустрілись.
Перший мовив: сукини сини: Революцію з'їли.
Ці слова Хвильовий написав,
І за це його вбили.
Він дмухняну епоху кохав: Та ще шведські могили.
А епоха та згинула в млі,
І тепер тут скажені: Соберателі русской землі: З партквитками в кишені.
То чому ж ти дивуєшся тут,
Що у нашій Полтаві: Помосковщино геть інститут,
На якій, мов, підставі?
Ти, хлопчино, я бачу, вже свій,
Та чортів їм стонадцять!
Бережись, бо потрапиш, як стій,
На Жовтневу сімнадцять.
Ну, а там не жартують, ой, ні!
У підвалі, замість привітання,
Б'ють чекісти, печуть на вогні: За такі запитання.
Другий сміло промовив на те:
Я на муки готовий: За свій край і за діло святе,
Але хто Ви?
Там нікого немає, де перший стояв,
Тільки голос шепоче:
Я — обов'язок твій і свідомість твоя,
Милий хлопче.
Як зазначає Михайло Михайлюк, новели Яреми Байрака, серед яких виділяються «Кобзар» і «Зойк серед ночі», наче написані кров'ю серця, фіксуючи в яскравих картинах геноцид проти українського народу, жахливі репресії. Ярема Байрак виявився і нещадним сатириком. Його «Гумористична енциклопедія» — це розвінчання пороків і антигуманної сутності комуністичного режиму.
Оцінюючи видану 2007 року збірку «Стривожені зорі», Михайло Михайлюк пише :
| «За останні роки українському народові, українській духовності повернуто багато чесних імен. Серед них — ім'я Яреми Байрака, українського патріота і письменника. Відтепер символічно його зболена душа, його земний прах матимуть спокійний спочинок під лагідними зорями, бо, нарешті, йому була вчинена справедливість. А книга «Стривожені зорі» стане документом і свідком подвигу, хай і скромного, одного з чесних синів українського народу». |

## Електронні джерела
- Вірш Яреми Байрака про Кам'янець [Архівовано 13 березня 2016 у Wayback Machine.]